# Else Albeck
Else Marie Albeck (28. januar 1900 på Frederiksberg – 19. januar 1976 smst) var en dansk skuespillerinde der medvirkede i tre film. 
Hun scenedebuterede i 1922 på Det ny Teater og filmdebuterede i 1949 for Nordisk Films Kompagni.
Hun var gift tre gange. Første gang i 1919 med forfatteren Christen Hansen (f. 1893). Anden gang i 1923 med teaterdirektør Ivar Schmidt (1869-1940) og endelige i 1934 med skuespilleren Albrecht Schmidt (1870-1945).

## Filmografi
- 1949 – For frihed og ret (som Fru Puggaard; instruktør Svend Methling)
- 1950 De røde heste. (Henriettes mor)
- 1951 – Det sande ansigt (instruktør Bodil Ipsen, Lau Lauritzen Jr.)